# Andrew McNaughton
General Andrew McNaughton foi um engenheiro elétrico, cientista, oficial do exército, ministro e diplomata canadense.

## Educação
Nascido em Moosomin, distrito de Assiniboia, nos Territórios do Noroeste, em 25 de fevereiro de 1887, McNaughton foi aluno do Colégio de Bishop's, em Lennoxville, Quebec. Ele obteve um bacharelado pela Universidade McGill de Montreal, em 1910, onde foi membro da Sociedade Kappa Alpha. Concluiu seu mestrado em 1912.

## Primeira Guerra Mundial
McNaughton ingressou na milícia canadense em 1909. Esteve presente na 4ª Bateria da Força Expedicionária Canadense na França em fevereiro de 1915, no âmbito da Primeira Guerra Mundial.
Enquanto esteve lá, foi ferido duas vezes. A necessidade de identificar com precisão os alvos de artilharia, estacionários e em movimento, levou à uma invenção de McNaughton: uma técnica de detecção de alvos usando um osciloscópio que era o precursor do radar. Ele vendeu os direitos dessa invenção ao governo do Canadá por apenas US$ 10.
Em março de 1916, ele foi promovido a tenente-coronel e retornou à Inglaterra para assumir o comando da recém-chegada Brigada 11 (Howitzer) RCA, levando-a para a França em julho. No início de 1917, ele foi nomeado oficial de contra-bateria do Corpo Canadense. No dia anterior ao armistício, ele foi promovido a brigadeiro-geral e nomeado oficial geral comandante da artilharia pesada do Corpo Canadense.

## Período entre guerras
Em 1919 McNaughton fez parte da Comissão Otter, que redefiniu a estrutura das forças armadas. Em 1920, ingressou no exército regular e, após concluir o curso no British Staff College, em 1922, foi nomeado vice-chefe do Estado Maior do Exército. Em 1923, ele desenvolveu um mecanismo para encontrar a direção de ondas curtas usando tubos de raios catódicos, que foi muito usado no noroeste do Canadá. 1927 seguiu seus estudos no Colégio Imperial de Defesa do Canadá.
De 1929 a 1935, McNaughton serviu como chefe do Estado Maior do Exército em sucessão a Herbert Cyril Thacker. Os historiadores atualmente criticam suas realizações como chefe de gabinete, porque ele estava mais preocupado com problemas estratégicos científicos e globais do que com questões políticas militares e com o desenvolvimento da doutrina das forças armadas. Ele também promoveu cortes no orçamento durante a crise econômica global.
De 1935 a 1939, McNaughton presidiu o Conselho Nacional de Pesquisa do Canadá.

## Segunda Guerra Mundial
Em 1939, liderou o exército canadense durante a Segunda Guerra Mundial e foi cotado para ser o comandante geral das forças expedicionárias aliadas, até que o presidente Roosevelt colocou o general Dwight David Eisenhower nesse posto, sem consultar os Aliados. Apesar de sua formação acadêmica, ele é o culpado pelo desastroso desembarque de Dieppe em 1942. Os generais britânicos muitas vezes criticaram seu apoio à inscrição voluntária, em vez de recrutamento, o que criou um conflito com James Ralston, então ministro da Defesa Nacional. McNaughton renunciou em 1943.
Graças ao apoio dado a um exército de voluntários, McNaughton mantém um relacionamento amigável com o primeiro-ministro do Canadá, William Lyon Mackenzie King, que quis fazer dele o primeiro canadense de nascimento a ser governador geral do Canadá. Em vez disso, McNaughton tornou-se ministro da Defesa Nacional quando Ralston é forçado a deixar o cargo após a Crise de Conscrição. Devido a essa situação McNaughton se viu obrigado a fazer outro recrutamento, apesar de isso se contra a vontade de Mackenzie. Foi um gesto de agrado popular entre os canadenses ingleses, mas foi extremamente impopular entre os canadenses franceses. McNaughton foi posteriormente incapaz de ganhar um assento no Parlamento e renunciou em 1945.

## Promoções
Essa é lista de promoções militares concedidas pelo exército canadense a Andrew McNaghton:
- Tenente (9 de maio de 1910)
- Capitão (16 de maio de 1911)
- Major (28 de maio de 1913)
- Tenente-Coronel (1 de janeiro de 1920)
- Coronel (1 de janeiro de 1923)
- Major-General (1 de janeiro de 1929)
- Tenente-General (1940)
- General (1944)